# Erik Karlsson (Vasa)

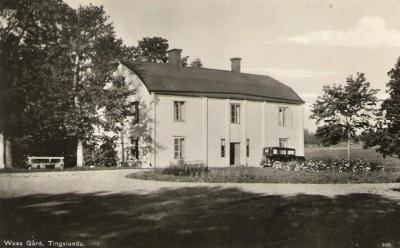
Nutida byggnad på gården Vasa gård i Skepptuna. Stamgård för Vasaätten

Erik Karlsson (Vasa), född omkring 1436 på Ringstaholm i Östergötland, död 1491, var en svensk väpnare, riksråd och herre till Stäkeholm och Rumlaborg. Han var son till Karl Kristiernsson (Vasa) och Ebba Eriksdotter Krummedige, morfar till Gustav Vasas andra fru Margareta Eriksdotter (Leijonhufvud) och kusin till Gustavs far Erik Johansson (Vasa).

## Biografi
Ett bevarat brev berättar om när biskop Kettil Karlsson (Vasa) år 1461 för 620 mark sålde godset Vasa gård i Skepptuna, Sigtuna kommun, till brodern Erik. I ett bevarat brev från Kettil Karlsson (Vasa) till brodern Erik adresserar biskopen brevet till hans bror Erik Karlsson på fädernegodset i Skefftuna.
Han deltog i brodern biskop Kettil Karlssons uppror 1464, och 1467 stod han på ärkebiskop Jöns Bengtsson (Oxenstierna):s sida i striderna mot Nils Bosson (Sture) tillsammans med sin svåger Erik Nilsson (Oxenstierna).
I oktober 1469 ledde han själv ett uppror mot Karl Knutsson (Bonde), tillsammans med Erik Nilsson (Oxenstierna) och Trotte Karlsson (Eka). De fängslade vid riksdagen i Vadstena Birger och Arvid Trolle, jämte Karl Knutssons dotter Magdalena. Februari 1470 besegrades hans här vid Uppbo färja av en uppbådad armé dalkarlar under ledning av Sten Sture. Han var därefter sysselsatt med att uppbåda Upplandsbönderna till att uppsätta en ny här. Tillsammans med en rad unionsförespråkare som Erik Nilsson (Oxenstierna), Ivar Gren, Trotte Karlsson (Eka), Johan Slaweka och Fader Ulfsson (Sparre av Hjulsta och Ängsö) och fastslog "att man skulle kesa och kora en sådan herre, som rådde över alla tre riken efter det gamla förbundet, som var gjort rikena emellan".
Han besegrades kort därefter dock i slaget vid Läby, och tvingades fly till Stegeholm. 
Här belägrades han av Sturetrogna trupper, men gjorde under 1471 ett utfall och lyckades krossa belägringstrupperna. Han deltog därefter i Kristian Is anfall mot Stockholm och deltog på dansk sida i slaget vid Brunkeberg.
Efteråt förliktes han med Sten Sture den äldre, och fick behålla riksrådsvärdigheten men blev aldrig dubbad till riddare. 
När han under resa våldgästade prästen Sigfrid Johannis i Överselö prästgård utanför Strängnäs, uppstod handgemäng och Erik Karlsson blev dödligt sårad. Som straff för att han dödat ett riksråd fick prästen Sigfrid Johannis som munk i Krokeks konvent i Kolmården bedja för Erik Karlssons själ till sina dagars slut. 

## Familj
Erik Karlsson gifte sig första gången, senast 1466, med Iliana Nilsdotter (Oxenstierna), dotter till riksföreståndaren Nils Jönsson (Oxenstierna). Hon avled något av åren 1481–1488, och han gifte om sig 29 juni 1488 på Vinsarp i Dalum med Anna Karlsdotter (Vinstorpaätten).
Barn i första äktenskapet
1. Karl, dog som barn.
2. Kettil, dog som barn.
3. Johan, dog som barn.
4. samt flera döttrar som dog som barn.

Barn i andra äktenskapet
1. ? Karl (enligt en uppgift av Hogenskild Bielke)
2. Margareta, dog i Tyskland något av åren 1541-1544.
3. Ebba, död 1549 och mor till bland andra Margareta Eriksdotter (Leijonhufvud).